# Puig Alt (Roses)
El Puig Alt és una muntanya de 492 metres que es troba al municipi de Roses, a la comarca catalana de l'Alt Empordà.